# Cinortes
Cinortes (en grec antic: Κυνόρτης), també conegut com a Cinortas (Κυνόρτας), va ser un rei d'Esparta segons la mitologia grega.
Era fill d'Amicles, fundador de la ciutat d'Amicles, i de Diomeda, i va ser germà de Jacint. Després de la mort del seu pare, el tron d'Esparta el va ocupar el seu germà Argalos, que va morir sense descendència, permetent que Cinortes el succeís. Es diu que Cinortes va tenir un fill anomenat Èbal, tot i que algunes versions el presenten com a Perieres, que sovint s'ha considerat fill d'Èol. La tradició indica que Cinortes va ser enterrat a Esparta.